# Boccaccio 70
Boccaccio 70 ist ein italienischer Episodenfilm aus dem Jahr 1962 von den Regisseuren Mario Monicelli, Federico Fellini, Luchino Visconti und Vittorio De Sica nach einer Idee von Cesare Zavattini. Der Film ist eine Anthologie in vier Episoden, je eine pro Regisseur, wovon jede einen anderen Aspekt von Moral und Liebe in moderner Zeit im Stile Giovanni Boccaccios behandelt.
Die vier Original-Episoden waren:
- Renzo e Luciana (Mario Monicelli)
- La tentazione del dottor Antonio (Federico Fellini)
- Il lavoro (Luchino Visconti)
- La riffa (Vittorio De Sica)

Die erste Episode von Monicelli war nur im italienischen Vertrieb des Films vorhanden. Aus Solidarität zu Monicelli erschienen die anderen drei Regisseure nicht bei den Filmfestspielen von Cannes, um ihren Film vorzustellen.

## Inhalt I: Renzo e Luciana (Renzo und Luciana)
In Renzo e Luciana versucht ein junges Paar seine Heirat und die vermeintliche Schwangerschaft vor dem drakonischen Buchhalter ihres Arbeitgebers zu verbergen. Dieser verbot allen Mitarbeitern Beziehungen untereinander. Sie haben keine Wohnung und treffen sich teilweise in abgelegenen Räumen der Fabrik. Der strenge Buchhalter ist selbst jedoch billigen Abenteuern auf Kosten der weiblichen Angestellten nicht abgeneigt.

## Inhalt II: Le tentazioni del dottor Antonio (Die Versuchung)
In Fellinis Episode spielt Peppino De Filippo den verklemmten Sittenwächter Dr. Antonio Mazzuolo, dem eine vor seiner Wohnung aufgebaute Werbewand, auf der eine üppige Anita Ekberg für Milch wirbt, zunehmend den Verstand raubt. Ekberg erscheint ihm mehrfach u. a. als Riesin, die ihn im nächtlichen Rom verfolgt und in einer Umkehrung der King-Kong-Konstellation mit der Hand einfängt. Mazzuolo ist zwischen moralischer Entrüstung, Abscheu und Liebe zu ihr hin- und hergerissen. Vollständig verwirrt wird er am folgenden Morgen von der Feuerwehr vom Werbegerüst heruntergeholt und in einem Krankenwagen weggebracht.

## Inhalt III: Lavoro (Der Job)
In Viscontis Episodenfilm spielt Romy Schneider eine junge Gräfin, die entdeckt, dass ihr Ehemann regelmäßig Luxus-Callgirls aufsucht. Sie erklärt ihm, dass sie des nutzlosen Lebens müde ist und sich auch eine Arbeit suchen will. Da sie jedoch nichts gelernt hat, ist die einzige Möglichkeit, sich ihm gegen Bezahlung hinzugeben. Er geht auf den Vorschlag ein.

## Inhalt IV: La riffa (Der Hauptgewinn)
Sophia Loren spielt Zoe, eine attraktive Schießbudenbesitzerin, die sich aus finanzieller Not als Erster Preis in einer Lotterie mit 70 Losen anbietet. Der Gewinner darf eine Nacht mit ihr verbringen. Die Preise für die Lose steigen in ungeahnte Höhen. Doch dann verliebt sie sich in den eifersüchtigen Gaetano.

## Kritiken
„Der gestalterisch durchweg beachtliche Film wurde vom italienischen Verleih auf 190 Minuten und vom deutschen Verleih dann noch einmal stark gekürzt.“